# Noga (film)
Noga (Нога) è un film del 1991 diretto da Nikita Tjagunov.

## Trama
Il film racconta di un ragazzo di Mosca che, all'età di 19 anni, ha partecipato a operazioni militari in Afghanistan, dove ha perso una gamba. Tornato a casa, inizia a rendersi conto che i suoi problemi sono appena iniziati.